# Зильманн, Хайнц
 Хайнц Зильманн  (нем. Heinz Sielmann; 2 июня 1917, Мёнхенгладбах, Германия — 6 октября 2006, Мюнхен, Германия) — немецкий фотограф дикой природы, биолог, зоолог и режиссёр-документалист.

## Ранние годы
Первый фильм, снятый в 1938 году, был картиной о жизни птиц Восточной Пруссии. Вторая мировая война прервала увлечения Зильманна. Первоначально он находился в оккупированной Познани, в качестве инструктора в подразделении по обучению радиосвязи Люфтваффе. В 1940 году Зильманн учился в Университете Познани, в котором впоследствии получил степень в области биологии. Сам же отдавал предпочтение зоологии.
Именно там он познакомился с Йозефом Бойсом, который позже учился у него, и оба они посещали лекции по биологии и зоологии. Позже перебрался на остров Крит, где у него появилась возможность заниматься кинематографией. После пленения в Каире войсками союзников, перебрался в Лондон, где начал редактировать материал, отснятый на острове Крит, для трехчастного документального фильма.

## Карьера
После войны начал работать в Институте образовательных фильмов Федеративной Республики Германии. Его художественный фильм о дятлах, «Плотники леса» (Zimmerleute des Waldes, 1954) с успехом транслировался на BBC в Соединенном Королевстве, по приказу Дэвида Аттенборо. Эта картина принесла Зильманну прозвище «Мистер Дятел».
Его работа включает в себя такие удостоенные наград фильмы, как «Лорды леса» (более известные в США под названием «Мастера Конго Джунглей») (1959), английская версия озвучена Орсоном Уэллсом, «Галапагос — остров мечты в Тихом океане» (1962), «Исчезающая пустыня» (1973) и «Тайна поведения животных».
Все эти фильмы принесли ему мировую популярность. Во время сотрудничества с некоторыми каналами, снимающими документальное кино о живой природе (National Geographic), в конце 1960-х годов он встретил Уолона Грина, с которым работал в документальном фильме «Хеллстром Хроника», номинированным на Оскар в 1971 году. Был награждён медалью Cherry Kearton Королевского географического общества в 1973 году. Отсылку к Зильманну можно найти и в эпизоде 1974 года «Летающего цирка Монти Пайтона».
В 1994 году Хайнц основал свой фонд Heinz Sielmann-Stiftung, который помог восстановить популяцию бобров и выдр в Германии.
Первый телевизионный фильм для голубых экранов Зильманн начал снимать ещё в 1956 году, он назывался «Экспедиция в Тиррейх» («Экспедиции в королевство животных»). Эта картина выходила в эфир национального немецкого телевидения с 1965 по 1991 год в 152 частях.

## Смерть
Зильманн умер во сне, в возрасте 89 лет, в окружении своей семьи в Мюнхене и был похоронен в немецком городе Дудерштадт.